# Chaeyoung
Son Chae-young (hangul: 손채영; Seül, 23 d'abril del 1999), més coneguda com a Chaeyoung, és una cantant, rapera, compositora, ballarina i model sud-coreana. És membre del grup femení sud-coreà Twice, format per la discogràfica JYP Entertainment.

## Carrera

### Pre-debut
Chaeyoung tenia 14 anys quan va fer l'audició per entrar a la discogràfica JYP i després de dues rondes d'audicions, va ser acceptada com a trainee. Al principi entrenava com a cantant però poc després es va interessar pel rap. Durant aquest període d'entrenament, va aparèixer en videoclips de Got7 i Miss A.

### Debut-Present
L'onze de febrer de 2015, J.Y. Park, el director de JYP Entertainment, va anunciar la formació d'un nou grup femení. L'elecció de les participants que el formarien s'escolliria a través d'un reality show, Sixteen, de Mnet. Chaeyoung va ser una de les guanyadores del show junt amb les 8 altres membres del grup. El mateix dia, el 5 de maig del 2015, JYP Entertainment anunciava el nou grup, Twice.
El 20 d'octubre de 2015 el grup va debutar amb el llançament del senzill "Like Ooh-Ahh" com a cançó promocional del seu extended play (EP), The Story Begins. El videoclip va arribar a les 100 milions de visites a YouTube en cinc mesos, convertint-se d'aquesta manera a un dels video-clips debut més vistos de la historia del K-pop. A partir d'aleshores, Twice només ha fet que créixer.

## Discografia
Chaeyoung es va convertir en primera membre del grup en rebre crèdits de lletra a l'escriure el rap de la versió de Twice de Precious Love, publicada a l'EP Page Two, l'any 2016. Des d'aleshores ha contribuït i ha escrit múltiples cançons de Twice.

### Crèdits de lletra
| Cançó                     | Any  | Artista | Àlbum                   | Lletra  | Lletra    |
| Cançó                     | Any  | Artista | Àlbum                   | Crèdits | amb       |
| ------------------------- | ---- | ------- | ----------------------- | ------- | --------- |
| "Precious Love"           | 2016 | Twice   | Page Two                | Sí      |           |
| "Eye Eye Eyes"            | 2017 | Twice   | Signal                  | Sí      | Jihyo     |
| "Don't Give Up"           | 2017 | Twice   | Twicetagram             | Sí      | —         |
| "Missing You"             | 2017 | Twice   | Twicetagram             | Sí      | Dahyun    |
| "Sweet Talker"            | 2018 | Twice   | What Is Love?           | Sí      | Jeongyeon |
| "Young & Wild"            | 2018 | Twice   | Yes or Yes              | Sí      | —         |
| "Strawberry"              | 2019 | Twice   | Fancy You               | Sí      | —         |
| "21:29"                   | 2019 | Twice   | Feel Special            | Sí      | Twice     |
| "How U Doin"              | 2019 | Twice   | &Twice                  | Sí      | —         |
| "SWEET SUMMER DAY"        | 2020 | Twice   | More & More             | Sí      | Jeongyeon |
| "HANDLE IT"               | 2020 | Twice   | Eyes Wide Open          | Sí      | —         |
| "The Feels" (Korean ver.) | 2021 | Twice   | Formula of Love: O+T=<3 | Sí      | —         |

## Filmografia

### Documentals
| Títol                  | Any  | Personatge |
| ---------------------- | ---- | ---------- |
| Twiceland              | 2017 | Principal  |
| TWICE: SEIZE THE LIGHT | 2020 | Principal  |

### Programes de televisió
| Títol   | Any  | Cadena | Rol         | Ref.  |
| ------- | ---- | ------ | ----------- | ----- |
| Sixteen | 2015 | Mnet   | Participant | [ 1 ] |